# 奈良県道181号遅瀬西波多線
奈良県道181号遅瀬西波多線（ならけんどう181ごう おそせにしはたせん）は、奈良県山辺郡山添村を通る一般県道である。

## 概要
山辺郡山添村大字遅瀬から山辺郡山添村大字西波多に至る。
片側一車線が確保されている。 

### 路線データ
- 起点：山辺郡山添村大字遅瀬（国道25号交点、奈良県道・三重県道785号山添桔梗が丘線起点）
- 終点：山辺郡山添村大字西波多（奈良県道・三重県道80号奈良名張線交点）

## 地理

### 通過する自治体
- 奈良県
  - 山辺郡山添村

### 交差する道路
| 交差する道路                                   | 交差する場所 | 交差する場所 |
| ---------------------------------------------- | ------------ | ------------ |
| 国道25号 奈良県道・三重県道785号山添桔梗が丘線 | 大字遅瀬     | 起点         |
| 奈良県道276号山添月ヶ瀬梅林線                  | 大字西波多   |              |
| 奈良県道・三重県道80号奈良名張線               | 大字西波多   | 終点         |

### 沿線
- 遅瀬川
- 山添村立山添中学校